# Леви центар
Леви центар или умерена левица, у политичкој теорији, је назив за позицију на политичком спектру.
Означава политичке идеје, политичке странке и политичке покрете који по својим темељним програмским одређењима припадају политичкој левици, али у својој практичној платформи имају доста компромисних садржаја што их приближава политичком центру, те их се због тога не може назвати политичком левицом у класичном смислу.
Политичке странке и организације које се сматрају левим центром најчешће настоје пронаћи компромис између социјално-одговорних и прагматичних садржаја у својим програмима. Од њих су најпознатије странке, организације и покрети социјалдемократске оријентације, који се најчешће називају левим центром.
Појам левог центра се често користи и за опис коалиције коју чине странке левице и центра.
Леви центар на политичком спектру представља левицу окренуту политичком прагматизму. Прагматична политика левог центра се фокусира само на минимални програм, којим у оквиру институција представничке, парламентарне демократије и тржишне капиталистичке економије настоји спровести делимичну промену путем активне економске улоге јавног сектора, јавних институција и сервиса који би требало да раде на ублажавању неправди које наноси нерегулисани, либерални модел тржишне капиталистичке економије. Практична реализација такве делимичне промене у оквиру институција парламентарне демократије и тржишне капиталистичке економије обично се назива социјално одговорном државом или државом благостања. Леви центар се сматра умереном струјом у савременом левичарском покрету.

## Карактеристике
Обележја левог центра:
- остварење, поштовање, заштита и унапређење основних људских права и слобода, без дискриминације по било ком основу личне карактеристике, као што су: раса, боја коже, друштвено порекло, национално порекло, етничка припадност, веза са мањинским народом или мањинском заједницом, језик, вероисповест или уверење, политичко или друго мишљење, чланство у политичкој, синдикалној или другој организацији, пол, родни идентитет, сексуална оријентација, полне карактеристике, брачни или породични статус, рођење, старосна доб, друштвени статус, имовно стање, генетичке карактеристике, здравствено стање, инвалидитет или друга лична карактеристика;
- остварење и развијање демократских институција, владавине права и социјалне одговорности;
- развијање права и слобода запостављених и обесправљених појединаца, друштвених група и слојева;
- развијање права људских бића на рад, достојанствену зараду, одмор, боловање, породиљско одсуство, штрајк, синдикално организовање, здравствену заштиту, образовање и социјалну заштиту;
- одрживи привредни развој, уз унапређење равномерног развоја урбаних и руралних подручја;
- афирмација родне равноправности;
- развијање плуралистичког и солидарног друштва које унапређује квалитет живота за раднице и раднике, угрожене слојеве и целокупно друштво;
- убрзање друштвеног и научно-технолошког напретка;
- афирмација начела и вредности секуларизма и хуманизма;
- унапређење уравнотежености локалног и регионалног развоја;
- заштита културног и природног наслеђа, те животне средине и животиња;
- промовисање мирног и дипломатског начина решавања спорова и сукоба;
- коришћење демократских и ненасилних парламентарних и ванпарламентарних облика деловања и противљење свим недемократским, ауторитарним и тоталитарним облицима деловања.

Умерена прогресивна, прагматична странка у матичном току земље која је заснована на парламентарној демократији и тржишној капиталистичкој економији, са гласачким телом у умереној интелектуалној и физичкој радничкој класи, могла би бити описана као политичка странка левог центра. Док би странка са већим захтевима и циљевима, која има гласачко тело међу оним делом малобројније, али самосвесније интелектуалне и физичке радничке класе, те са историјом подршке и учешћа у еманципаторским и прогресивним покретима, могла бити описана као странка радикалније, нове левице.
Странке левог центра, као и друге савремене левичарске странке, обично истичу следеће вредности:
- слобода — не само људске слободе, него и слобода од дискриминације, слобода демократске партиципације и слобода од зависности, екстремног сиромаштва, страха и злоупотребе политичке, економске и друге моћи и положаја;
- једнакост — не само пред законом, него и једнаке шансе и могућности за све људе у разним сферама живота, без обзира на идентитетске различитости, укључујући и оне особе са потешкоћама било које врсте;
- солидарност — показивање разумевања и саосећања према особама које су жртве неког облика дискриминације, неправде, неравноправности или незгодног стицаја околности, те лична спремност заједничког деловања са другима на проналажењу начина за умањивање и спречавање таквих појава. Ово начело подразумева и развијање институционалних облика солидарности, те интернационалне солидарности.

Леви центар се противи сваком облику ауторитаризма и једнопартизма. Према томе, леви центар се противи концептима једнопартијског модела власти које су заступале такозване бољшевичко-комунистичке партије 20. века.

## Попис странака умерене левице
- Лабуристичка странка (Велика Британија)
- Лабуристичка странка (Норвешка)
- Лабуристичка странка (Ирска)
- Аустралијска лабуристичка странка
- Социјалдемократска странка Немачке
- Социјалдемократска странка Аустрије
- Социјалдемократска странка Швајцарске
- Социјалдемократска странка Финске
- Социјалдемократска странка Шведске
- Социјалдемократе (Данска)
- Смер — социјалдемократија (Словачка)
- Чешка социјалдемократска странка
- Социјалдемократски савез Македоније
- Социјалдемократска партија Хрватске
- Социјалдемократе (Словенија)
- Социјалдемократска партија Црне Горе
- Социјалдемократска партија Босне и Херцеговине
- Социјалистичка странка (Белгија)
- Панхеленски социјалистички покрет (Грчка)
- Шпанска социјалистичка радничка странка
- Социјалистичка странка (Француска)
- Демократска странка (Италија)
- Социјалистичка странка (Португалија)
- Странка европских социјалиста
- Мађарска социјалистичка странка
- Бугарска социјалистичка странка
- Израелска лабуристичка странка
- Мерец (Израел)
- Социјалдемократска странка Литваније
- Радничка странка (Бразил)
- Лабуристичка странка Новог Зеланда
- Нова демократска странка (Канада)
- Социјалдемократски савез (Исланд)
- Социјалдемократска странка (Естонија)
- Социјалдемократска странка „Хармонија“ (Летонија)
- Савез демократске левице (Пољска)
- Републиканска народна странка (Турска)
- Демократска странка (Србија)
- Социјалдемократска странка (Србија)
- Савез независних социјалдемократа (Република Српска, Босна и Херцеговина)
- Социјалистичка партија (Република Српска, Босна и Херцеговина)
- Социјалистичка партија Србије (Србија)

## Попис умерених левичарки и левичара
- Вили Брант[42]
- Улоф Палме[43]
- Нелсон Мандела[44]
- Џасинда Ардерн
- Хелен Кларк
- Клемент Атли
- Франсоа Митеран
- Лионел Жоспен
- Франсоа Оланд
- Харолд Вилсон
- Ед Милибанд
- Џереми Корбин
- Рудолф Шарпинг
- Франк-Валтер Штајнмајер
- Мартин Шулц
- Зигман Габријел
- Андреа Налес
- Елио ди Рупо
- Стефан Левен
- Горан Персон
- Гро Харлем Брунтланд
- Јута Урпилаинен
- Анти Рине
- Мете Фредериксен
- Хеле Торнинг-Шмит
- Фелипе Гонзалес
- Хосе Луис Родригез Запатеро
- Педро Санчез
- Кристијан Керн
- Памела Ренди-Вагнер
- Вернер Фајман
- Алфред Гузенбауер
- Франц Враницки
- Фред Синовац
- Бруно Крајски
- Бруно Питерман
- Марио Соарес
- Антонио Гутерес
- Жозе Сократес
- Антонио Кошта
- Ивица Рачан
- Иво Јосиповић
- Сергеј Станишев
- Индира Ганди
- Федерика Могерини
- Тарја Халонен
- Гунар Мирдал
- Алва Мирдал
- Сандро Пертини
- Сана Марин
- Јоухана Сигурдардоутир
- Хозе Мухика
- Борис Тадић

## Додатак
- Barbieri, Pierpaolo (25 April 2017). "The Death and Life of Social Democracy". Foreign Affairs.
- Anderson, Gary L.; Herr, Kathryn G.. Encyclopedia of Activism and Social Justice. SAGE Publications. 2007.  978-1412918121. стр. 448.
- Eatwell, Roger; Wright, Anthony (1 March 1999). Contemporary Political Ideologies: Second Edition. Bloomsbury Academic.  978-0826451736. стр. 80.
- Curian, George Thomas; Alt, James E.; Chambers, Simone; Garrett, Geoffrey; Levi, Margaret; McClain, Paula D (12 October 2010). The Encyclopedia of Political Science Set.
- Sargent Tower, Lyman (2009). Contemporary Political Ideologies: A Comparative Analysis (14th ed.). Wadsworth Publishing.
- Draper, Hal (1966). "The Two Souls of Socialism". New Politics.
- Hain, Peter (1995). Ayes to the Left. Lawrence and Wishart.
- Bernstein, Eduard (1899). "Evolutionary Socialism". Marxists Internet Archive.
- Bevan, Aneurin (1952). In Place of Fear.
- Tarnoff, Ben (12 July 2017). "How social media saved socialism". The Guardian.
- Batson, Andrew (March 2017). "The State of the State Sector". Gavekal Dragonomics.
- Morley, James W. (1993). Driven by Growth: Political Change in the Asia-Pacific Region.
- Kerr, Roger (9 December 1999). "Optimism for the New Millennium".
- Jackson, Samuel (6 January 2012). "The failure of American political speech". The Economist.
- Zimmerman, Klaus (19 February 2010). "Social Democracy in America?". The Atlantic.
- Lerer, Lisa (16 July 2009). "Where's the outrage over AIG bonuses?". Politico.
- Powell, Michael (6 November 2006). "Exceedingly Social But Doesn't Like Parties". The Washington Post.
- Carlock, Greg; McElwee, Sean (18 September 2018). "Why the Best New Deal Is a Green New Deal". The Nation. ISSN 0027-8378
- "Resolution: Recognizing the duty of the Federal Government to create a Green New Deal" (PDF). U.S. House of Representatives.
- Rizzo, Salvador (11 February 2019). "Fact Checker: What's actually in the 'Green New Deal' from Democrats?". The Washington Post.
- "An Open Call to All Progressive Forces". Progressive International. 30 November 2018.
- Engels, Friedrich (1885). England in 1845 and in 1885. Cited in Hollander 2011
- Luxemburg, Rosa. Reform or Revolution.
- Engels, Friedrich (2004). Collected Works, Volume 50. New York: International Publishers.
- Springer, Simon; Birch, Kean; MacLeavy, Julie, eds. (2016). The Handbook of Neoliberalism. Routledge.  978-1138844001
- "Declaration of principles". Socialist International. 22 June 1989.
- Arora, N.D. (2010). Political Science for Civil Services Main Examination. Tata McGraw-Hill Education.
- Gregory, Paul; Stuart, Robert. Comparing Economic Systems in the Twenty-First. South-Western College Pub. 2003.  978-0-618-26181-9. стр. 152.
- Tom Angier (8 February 2017). "What French philosophy can tell us about the EU, nationhood, and the decline of social democracy".
- Jörg Michael Dostal (19 December 2016). "The Crisis of German Social Democracy Revisited". The Political Quarterly.
- Espen Goffeng (12 September 2017). "En venstreside på villspor".
- G. R. Searle (2004). A New England?: Peace and War, 1886–1918.  9780198207146
- Lewis, Jane; Surender, Rebecca (2004). Welfare State Change: Towards a Third Way?. Oxford University Press.
- Gregoire, Carolyn (10 September 2013). "The Happiest Countries In The World". The Huffington Post.
- Conley, Julia (20 March 2019). "Social Democratic Nations Rank Happiest on Global Index (Again).". Common Dreams.
- Radcliff, Benjamin (25 September 2013). "Western nations with social safety net happier". CNN.
- "Hjalmar Branting: The Nobel Peace Prize 1921".
- "Encyclopædia Britannica: Wilhelm Liebknecht".